# 쓰루마루역
쓰루마루역(일본어: 鶴丸駅)은 일본 가고시마현 아이라군 유스이정에 위치한 규슈 여객철도 깃토 선의 철도역이다. 단선 승강장 1면 1선의 구조를 갖춘 지상역이다.

## 이용 현황
| 연도     | 승차 인원 | 하차 인원 |
| 2007년도 | 6         | 8         |
| 2008년도 | 6         | 9         |
| 2009년도 | 6         | 13        |
| 2010년도 | 6         | 10        |
| 2011년도 | 7         | 10        |
| 2012년도 | 7         | 13        |
| 2013년도 | 7         | 13        |
| -------- | --------- | --------- |

## 역 주변
- 국도 제268호선

## 역사
- 1958년 2월 1일 : 일본국유철도 깃토 선 요시마쓰 - 교마치 간에 새롭게 개업.
- 1987년 4월 1일 : 일본국유철도 분할 민영화에 의해, 규슈 여객철도가 승계.

## 인접 역
| 깃토 선                | 깃토 선   | 깃토 선                    |
| ---------------------- | --------- | -------------------------- |
| 요시마쓰 요시마쓰 방면 | ■ 깃토 선 | 교마치온센 미야코노조 방면 |